# Josh Radnor

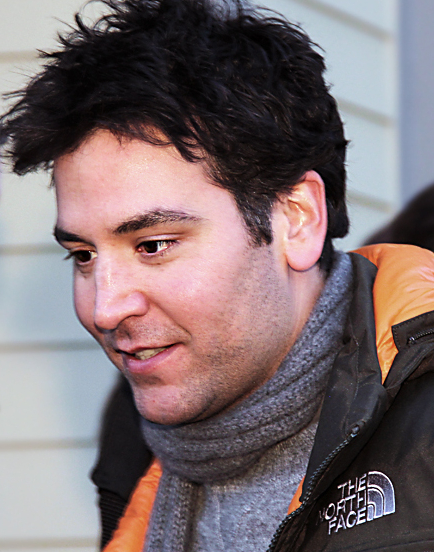
Josh Radnor la Sundance Film Festival, 2013

Joshua "Josh" Radnor (n. 29 iulie 1974, Columbus, Ohio) este un regizor american, actor, producător și scenarist, cel mai bine cunoscut pentru interpretarea lui Ted Mosby în sitcom-ul CBS How I Met Your Mother.
A debutat ca scenarist și regizor în 2010 cu filmul de comedie-dramatic Să iubești și să fii iubit (Happythankyoumoreplease).

## Filmografie

### Film
| An   | Titlu                                                      | Rol                      | Note |
| ---- | ---------------------------------------------------------- | ------------------------ | --- |
| 2001 | Not Another Teen Movie (Încă un film despre adolescenți?!) | Ghid turistic Teddy Bear | |
| 2004 | Everyday Life                                              | Soț                      | |
| 2010 | happythankyoumoreplease (Să iubești și să fii iubit)       | Sam Wexler               | Scenarist, regizor Sundance Film Festival Audience Award Nominalizare - Sundance Film Festival Grand Jury Award |
| 2012 | Liberal Arts (Arte liberale)                               | Jesse Fisher             | Scenarist, regizor, producător                                                                                  |
| 2013 | Afternoon Delight                                          | Jeff                     | |

### Televiziune
| An        | Titlu                 | Rol           | Note                                                          |
| --------- | --------------------- | ------------- | ------------------------------------------------------------- |
| 2000      | Welcome to New York   | Doug          | Episodul: "The Crier"                                         |
| 2002      | Law & Order           | Robert Kitson | Episode: "Access Nation"                                      |
| 2002      | The Court             | Dylan Hirsch  | Episoadele: "Life Sentence", "Due Process", and "Stay"        |
| 2003      | ER                    | Keith         | Episodul: "The Advocate"                                      |
| 2003      | Six Feet Under        | Will Jaffe    | Episodul: "The Trap"                                          |
| 2003      | Miss Match            | Andrew        | Episodul: "I Got You Babe"                                    |
| 2005      | Judging Amy           | Justin Barr   | Episodul: "Too Little, Too Late"                              |
| 2005–2014 | How I Met Your Mother | Ted Mosby     | Rolul principal                                               |
| 2007–2009 | Family Guy            | Ted Mosby     | Voce Episoadele: "No Chris Left Behind" și "Peter's Progress" |

### Teatru
| An   | Titlu            | Rol                   | Note                                                       |
| ---- | ---------------- | --------------------- | ---------------------------------------------------------- |
| 2002 | The Graduate     | Benjamin Braddock     | Adaptare pentru Broadway a filmului din 1967               |
| 2004 | The Paris Letter | Sam Arlen Young Sandy | Premiera mondială a piesei de teatru a lui Jon Robin Baitz |
| 2011 | She Loves Me     | Georg Nowack          | Benefit performance at Roundabout Theatre Company          |